# Żarłacz błękitny
Żarłacz błękitny, rekin błękitny (Prionace glauca) – gatunek ryby chrzęstnoszkieletowej z rodziny żarłaczowatych (Carcharhinidae), jedyny przedstawiciel rodzaju Prionace. W starszej literaturze ichtiologicznej określany był również nazwami rekin szary lub żarłacz ludojad. Zamieszkuje głębokie wody oceaniczne strefy umiarkowanej i tropikalnej. Preferuje jednak chłodniejsze wody. Jest znany ze swych długich migracji m.in. z Nowej Anglii do Ameryki Południowej. Choć pływa ospale, to może poruszać się ze znaczną prędkością.
Rekiny błękitne są żyworodne, a samica rodzi od 25 do 100 młodych. Poluje głównie na ryby i kalmary, choć jego ofiarami mogą paść większe zwierzęta. Gatunek niebezpieczny dla człowieka ze względu na możliwość pogryzienia, nawet śmiertelnego.

## Taksonomia
Gatunek ten został po raz pierwszy opisany przez szwedzkiego lekarza medycyny i przyrodnika Karola Linneusza w 1758 roku w dziesiątej edycji Systema Naturae, jako Squalus glaucus. Nie wyznaczono okazu typowego (holotypu). W 1849 roku duński zoolog Theodore Edward Cantor stworzył dla tego gatunku nowy rodzaj Prionace. Epitet gatunkowy pochodzi od łacińskiego słowa "glaucus" oznaczającego "niebiesko-zielony, niebiesko-szary" i odnosi się do błękitnego ubarwienia grzbietu rekina (podobnie jak polska nazwa). Nazwa rodzajowa jest połączeniem dwóch greckich słów "príōn/πρίων" oznaczającego "piłę" oraz "akis/άκης" czyli "punkt".

## Opis
Jest to dość duży rekin osiągający długość do 4 m i masę 200 kg. Ubarwienie od spodu jasnoszare, na grzbiecie granatowobłękitne, stąd nazwa. Żywi się rybami, w tym mniejszymi rekinami, oraz kałamarnicami i dziesięcionogami. Jest jednym z najszybszych rekinów, rozwija w wodzie prędkość do 13,3 m/s. Szybszy od niego jest tylko mako ostronosy, rozwijający do 19,2 m/s. Ciało ma smukłe i wężowate, nie tak krępe jak np. żarłacz biały. Płetwy piersiowe wydłużone. Zęby spiczaste, piłkowane.

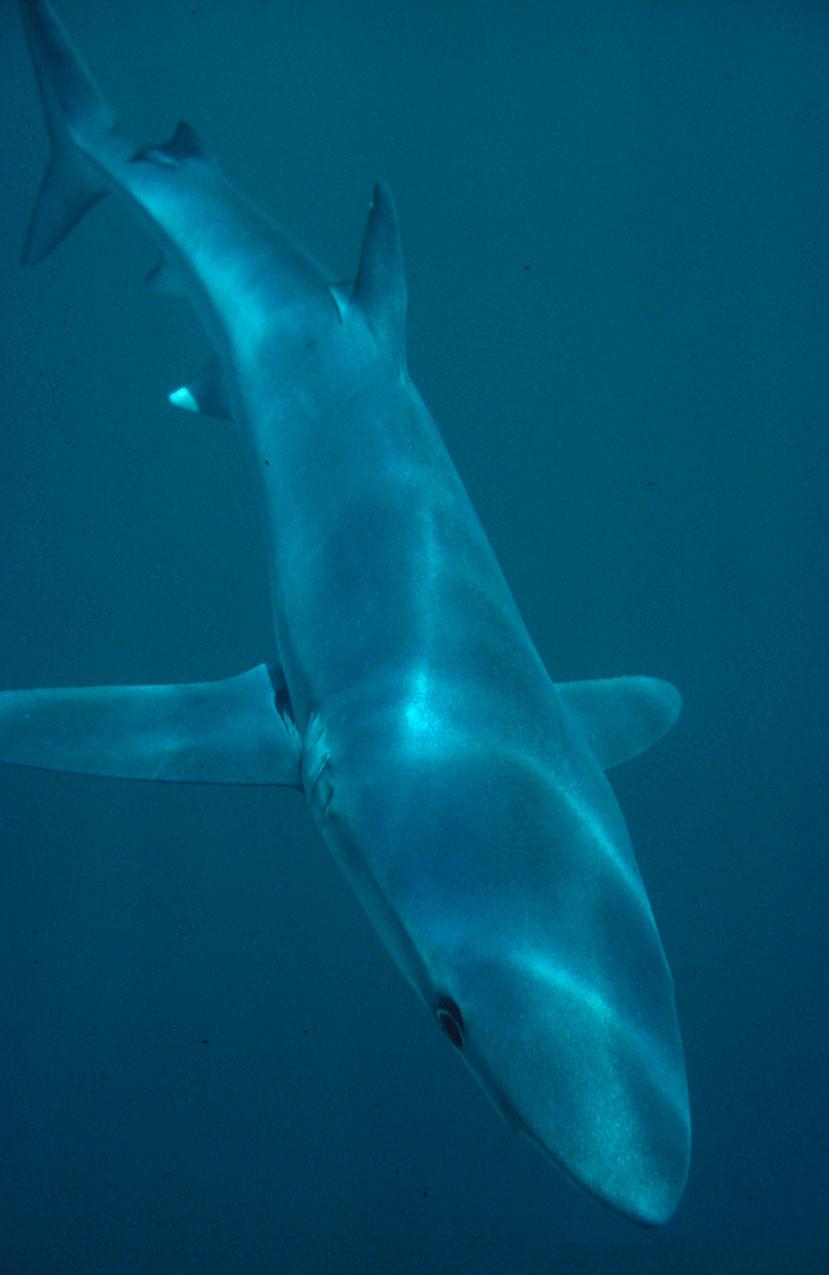
Ubarwienie żarłacza błękitnego sprawia, że zlewa się z błękitem wody, przez co jest niewidoczny dla ofiar